# Van Helsing: Londyńskie zlecenie
Van Helsing: Londyńskie zlecenie (ang. Van Helsing: The London Assignment) – film animowany powstały w 2004, animowany prequel filmu Van Helsing.

## Opis fabuły
W Londynie grasuje tajemnicza postać, która napada na młode kobiety, wysysając z nich energię. Pokonać go ma łowca potworów Van Helsing. W jego postać wciela się Hugh Jackman, który podkłada głos w wersji oryginalnej. Jackman grał również w filmie Van Helsing.

## Wersja polska
Opracowanie wersji polskiej: Start International Polska

Reżyseria: Elżbieta Kopocińska-Bednarek

Udział wzięli:
- Krzysztof Banaszyk – Van Helsing
- Jacek Kopczyński – Carl
- Paweł Szczesny – kardynał Jinette
- Janusz Wituch – strażnik pałacowy
- Piotr Bąk – Pan Hyde
- Elżbieta Kijowska – królowa Victoria
- Agnieszka Kunikowska – młoda Victoria
- Robert Tondera – pijany dżentelmen
- Elżbieta Kopocińska-Bednarek – ofiara
- Adam Bauman – Dr. Jekyll

i inni